# なすなかにしのバズっちゃ!!
『なすなかにしのバズっちゃ!!』（通称：バズっちゃ!!）は、チューリップテレビで2022年5月10日から放送されているバラエティ番組である。
正式タイトルは『なすなかにしのバズっちゃ!! 笑う富山にロケ神様』。

## 概要
- なすなかにしの冠番組である。
- 番組名のサブタイトルは、2022年5月10日 - 2023年10月18日までは「100万回再生への道」であったが、放送時間が第4土曜日の13:00へ変更になり、「ゴールデンタイムへの道」になり、2024年4月17日からは放送時間が第3水曜日のゴールデンタイムの19:00へ変更になり、番組名のサブタイトルが「笑う富山にロケ神様」になった。
- 公式YouTubeチャンネルの他、TVerでも配信されている。

## 放送時間
全て日本時間（JST）で記す。
| 期間       | 期間                    | 放送時間（JST）                   |
| ---------- | ----------------------- | --------------------------------- |
| 2022.5.10  | 2023.10.17（10.18深夜） | 毎週火曜日 23:56 - 翌0:18（22分） |
| 2023.10.28 | 2024.3.23               | 第4土曜日 13:00 - 14:00（60分）   |
| 2024.4.17  | 現在                    | 第3水曜日 19:00 - 20:00（60分）   |

## 出演者
- なすなかにし
  - 那須晃行
  - 中西茂樹
- チューリップテレビアナウンサー（2023年10月28日 - 現在）

## ナレーション
- 四国めたん（VOICEVOX）